# Kanton Trélissac
Der Kanton Trélissac ist seit 2015 ein französischer Wahlkreis im Arrondissement Périgueux, im Département Dordogne und in der Region Nouvelle-Aquitaine.

## Gemeinden
Der Kanton besteht aus acht Gemeinden mit insgesamt 17.725 Einwohnern (Stand: 1. Januar 2022) auf einer Gesamtfläche von 160,28 km²:
| Gemeinde             | Einwohner 1. Januar 2022 | Fläche km² | Dichte Einw./km² | Code INSEE | Postleitzahl |
| -------------------- | ------------------------ | ---------- | ---------------- | ---------- | ------------ |
| Agonac               | 1.809                    | 37,22      | 49               | 24002      | 24460        |
| Antonne-et-Trigonant | 1.221                    | 20,23      | 60               | 24011      | 24420        |
| Champcevinel         | 3.077                    | 17,72      | 174              | 24098      | 24750        |
| Château-l’Évêque     | 2.162                    | 35,68      | 61               | 24115      | 24460        |
| Cornille             | 688                      | 13,04      | 53               | 24135      | 24750        |
| Escoire              | 399                      | 3,94       | 101              | 24162      | 24420        |
| Sarliac-sur-l’Isle   | 1.050                    | 9,57       | 110              | 24521      | 24420        |
| Trélissac            | 7.319                    | 22,88      | 320              | 24557      | 24750        |
| Kanton Trélissac     | 17.725                   | 160,28     | 111              | 2422       | –            |